# 上津浦村
上津浦村（こうつうらむら）は熊本県の天草諸島、天草上島に存在していた村。

## 歴史
- 1889年（明治22年）4月1日 - 町村制の施行に伴い、単独で自治体を形成。
- 1956年（昭和31年）6月1日 - 上津浦村が島子村・楠甫村・赤崎村・大浦村・須子村・下津浦村と合併して有明村が発足。